# Andre Riddick
Andre Riddick (* 1. Februar 1973 in Brooklyn) ist ein ehemaliger US-amerikanischer Basketballspieler.

## Werdegang
Riddick schlug nach seiner Zeit an der University of Kentucky (1991 bis 1995) eine Laufbahn als Berufsbasketballspieler ein und wechselte zur Mannschaft Bosch Blue Winds nach Japan. Hernach spielte er in Taiwan. Als der dortige Ligabetrieb im Frühjahr 1999 eingestellt wurde, nahm er ein Angebot der Trotamundos de Carabobo aus Venezuela an. Für die Mannschaft spielte Riddick in späteren Jahren ebenfalls außerhalb der europäischen Basketballsaison. 1999 errang er mit Carabobo den venezolanischen Meistertitel.
Im Dezember 1999 erhielt er vom französischen Erstligisten JDA Dijon Basket einen Vertrag über zwei Monate. Zur Saison 2000/01 holte Dijon den US-Amerikaner zurück. 2001/02 stand Riddick ebenfalls in der höchsten Spielklasse Frankreichs in Diensten von Paris Basket Racing.
Riddick wechselte 2002 zu Spirou BC Charleroi nach Belgien. Dort blieb er bis zum Ende seiner Laufbahn als Berufsbasketballspieler im Jahr 2013. Er gewann mit Charleroi 2003, 2004, 2008, 2009, 2010 und 2011 die belgische Meisterschaft sowie 2003 und 2009 den belgischen Pokalwettbewerb. In der Saison 2003/04 wurde Riddick als bester Spieler der belgischen Liga ausgezeichnet.
Zu Riddicks Stärken gehörte das Blocken gegnerischer Würfe. Auf diese Weise wurde er in Charleroi und in der belgischen Liga zu einem prägenden Spieler. In der ewigen Bestenliste der belgischen Liga setzte er sich mit 796 Blocks an die Spitze und mit 3024 Rebounds auf den zweiten Rang. Zu seinen Schwächen zählten insbesondere Freiwürfe.
In seinem Heimatland wurde Riddick als Trainer tätig. Zunächst arbeitete er als solcher an einer Schule, gründete dann ein Unternehmen, mit dem er Basketballtraining anbot. 2015 trat er an der University of Cincinnati Clermont eine Stelle als Assistenztrainer an.